# Simborgarmärket

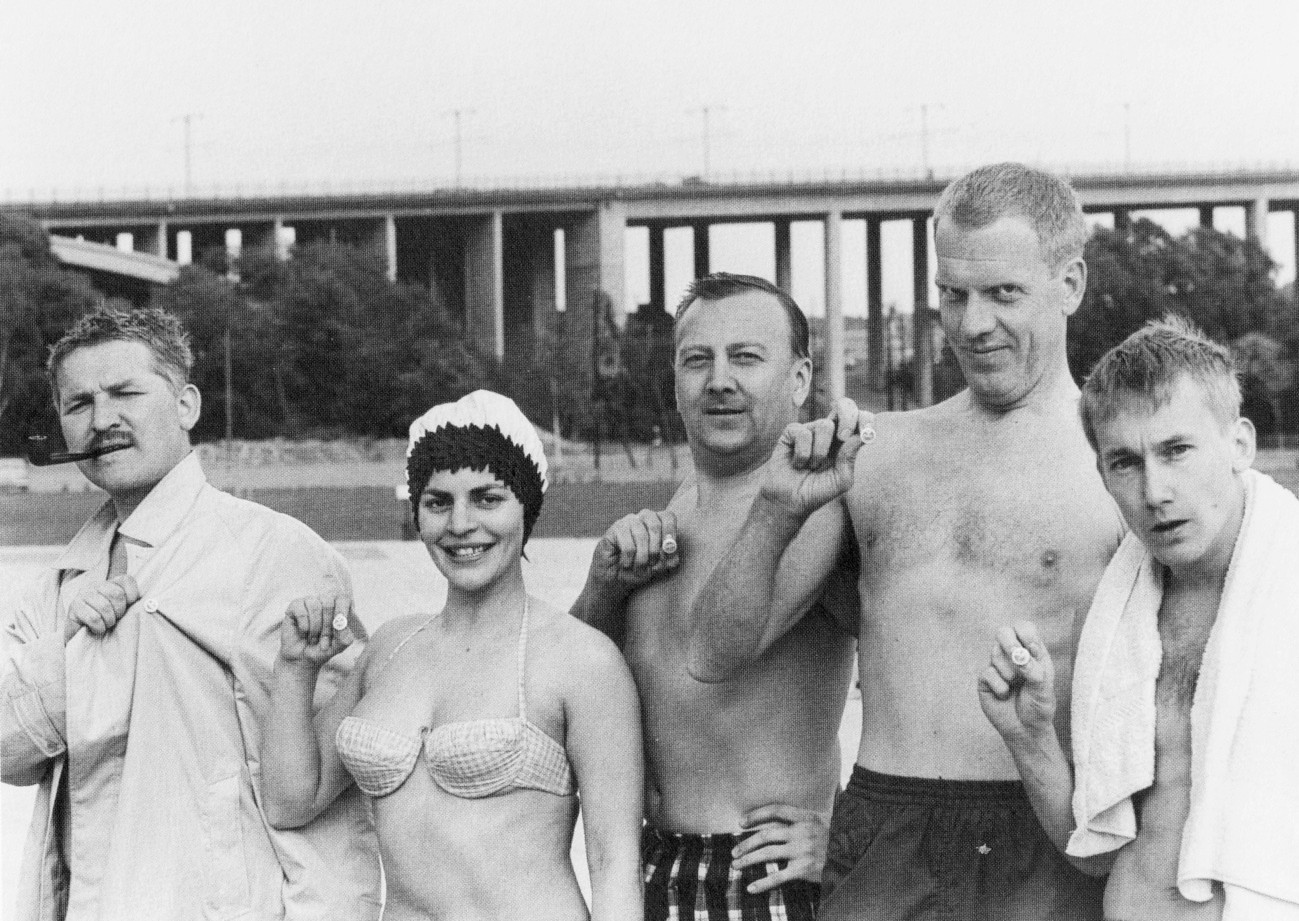
Le groupe de comiques suédois Hans Alfredson, Lissi Alandh, Mille Schmidt, Tage Danielsson et Gösta Ekman arborant leur Simborgarmärket en 1962.

La Simborgarmärket, soit « l'insigne du citoyen-nageur », est une décoration suédoise accordée à toute personne réussissant à nager 200 mètres de longueur quelle que soit sa nage. Elle est remise par la Fédération suédoise de natation (Svenska Simförbundet) et la SLS (Svenska Livräddningssällskapet), organisme de formation au secourisme.
Créée en 1934, elle doit son origine à David Jonason, journaliste et auteur dans le domaine du sport. Elle a été créée pour encourager la pratique de la nage et réduire le nombre de morts par noyade.
Il en existe de différentes couleurs. De 1934 aux années 1960, les quatre mêmes couleurs se sont succédé par année, à savoir le bleu pour l'année 1934, le vert émeraude pour l'année 1935, le rouge rubis pour l'année 1936 et la couleur orange en 1937. Depuis les années 1960, les couleurs changent chaque année.